# Mario Fantin
Mario Fantin (Bologna, 9 maggio 1921 – Bologna, 23 luglio 1980) è stato un alpinista e regista italiano.

## Biografia
Nato da genitori friulani, si diplomò in ragioneria nel 1940.
Nel febbraio 1941 partì per il servizio militare e partecipò alla seconda guerra mondiale combattendo in Albania, Kosovo e Montenegro col grado di sottotenente. Rientrò in Italia alla fine del 1944 duramente provato dall'immane tragedia della "divisione Venezia".
Alla fine del 1946 si iscrisse alla sezione di Bologna del Club Alpino Italiano, e, dopo aver frequentato un corso di alpinismo, cominciò a frequentare le Alpi, documentando le sue ascensioni con la macchina fotografica: fu l'inizio di una lunga avventura come alpinista, fotografo, e cineasta.
Alla fine degli anni '40 iniziò l'attività di documentarista sulla natura.
Nel 1954 partecipò alla spedizione italiana alla conquista del K2, guidata da Ardito Desio, come fotografo-cineoperatore per la realizzazione della documentazione fotografica e cinematografica dell'impresa. Si spinse fino alla quota di circa 6000 metri. Dalla documentazione da lui raccolta assieme ad Achille Compagnoni, il regista Marcello Baldi realizzò il film Italia K2. Durante la spedizione realizzò anche il libro-diario "K2 Sogno vissuto", pubblicato circa tre anni dopo.
Ritornato da quell'impresa, si dedicò a tempo pieno alla montagna e all'etnografia: partecipò a 33 spedizioni extra-europee, di cui 20 alpinistiche, soprattutto nelle Ande, nel Sahara, nell'Africa equatoriale e in Groenlandia; in queste occasioni realizzò 47 film-documentari, sonorizzati in cinque lingue, sulla montagna e sull'etnografia dei popoli e delle genti che incontrò nei suoi viaggi. Realizzò inoltre varie migliaia di fotografie e pubblicò più di 20 opere monografiche e un centinaio di pubblicazioni sull'alpinismo italiano nel mondo, sull'esplorazione e sull'etnografia di tutti i continenti.
La sua passione documentaristica lo portò nel 1967 a costituire a Bologna il Centro Italiano Studio Documentazione Alpinismo Extraeuropeo (CISDAE), ora con sede a Torino presso il Club Alpino Italiano, con lo scopo dichiarato "di raccogliere, conservare, elaborare, valorizzare, studiare e pubblicare quanto si riferisce all'alpinismo italiano nel mondo e all'alpinismo straniero"; esso costituisce la più importante raccolta italiana e mondiale di documenti su quanto è stato realizzato in materia di alpinismo extraeuropeo. Utilizzando il grande archivio del CISDAE, che continuamente alimentava con nuova documentazione (alla sua morte conteneva decine di migliaia di fotografie, documenti, dati, cartine, testimonianze), Mario Fantin si dedicò alla redazione di opere bibliografiche sull'alpinismo italiano nel mondo, sulle montagne e ghiacciai di Africa e Groenlandia, su popolazioni autoctone di varie parti del mondo, ecc. Il Centro fu acquisito nel 1973 dal Club Alpino Italiano, che lo lasciò in gestione a Fantin.
Tormentato da problemi personali e di salute, nonché dalla depressione, Mario Fantin si tolse la vita il 23 luglio 1980.
Dopo la sua morte la sezione del CAI di Bologna fu dedicata alla sua memoria.

## Spedizioni extraeuropee
Elenco dei viaggi e delle spedizioni extraeuropee a cui Mario Fantin ha partecipato. La sigla GM indica le spedizioni promosse da Guido Monzino.
Fonte principale: L'opera di Mario Fantin di Gastone Mingardi Ed. Museo Naz. della Montagna-CAI Torino 2005
- 1954 – Spedizione italiana al Karakorum K2
- 1958 - Spedizione comasca alle Ande peruviane
- 1959-1960 - Spedizione GM al Kilimangiaro
- 1960 - Spedizione GM al 60º e 66º parallelo (Groenlandia occidentale)
- 1961 - Spedizione cinematografica e di ricerca faunistica in Somalia
- 1961 - Spedizione al Kibo (Kilimangiaro)
- 1961 - Spedizione GM al 61º e 74º parallelo (Groenlandia occidentale)
- 1961 - Missione etnografica in Egitto e Somalia
- 1961-1962 - Spedizione GM al Ruwenzori
- 1962 - Spedizione GM al 72º parallelo (Groenlandia)
- 1962 - Missione nel Ciad, Tibesti-Ennedi
- 1962 - Spedizione GM al 62º e 77º parallelo (Groenlandia occidentale)
- 1962 - Missione iconografica-archeologica in Messico e America centrale
- 1963 - Spedizione GM al 63º e 72º parallelo (Groenlandia orientale)
- 1963 - Spedizione Felsinea del CAI-Bologna ai vulcani del Messico
- 1963 - Spedizione Permaflex in Costa d'Avorio
- 1963 - Missione in Kenya
- 1963-1964 - Spedizione GM al Tibesti
- 1964 - Spedizione GN alle Alpi Stauning (Groenlandia orientale)
- 1964 - Missione Felsinea in Medio Oriente (Iran, Damavand)
- 1964 - Spedizione etnografica in Africa occidentale
- 1964-1965 - Spedizione GM all'Hoggar
- 1965 - Aconcagua, Expedicion al Padre de los Andes (Argentina)
- 1965 - Spedizione alle Ande del Perù (cordigliere meridionali)
- 1965 - Ande – Amazzonia. Spedizione in Ecuador
- 1965 - Spedizione al Caucaso (monte Ebrus)
- 1966 - Spedizione sci-alpinistica all'Alto Atlante
- 1966 - Groenlandia sud-orientale: sulle tracce di Erik il Rosso
- 1966 - Kenya, Uganda, Tanzania: periplo delle tre grandi montagne
- 1967 - Missione paletnografica sahariana (Africa, Hoggar e Tassili)
- 1968 - Antartide, Nuova Zelanda e Isola di Ross
- 1968 - Giappone e Formosa
- 1969 - Spedizione GM con slitte in Groenlandia occidentale
- 1969 - Trekking al Monte Everest
- 1971 - Seconda missione paletnografica sahariana (Africa, Hogger e Tassili)
- 1972 - Mani Rimdu: Sherpa dance-drama
- 1972 - Sikkim

## Filmografia principale
Elenco dei principali film, documentari, cortometraggi di Mario Fantin.
Fonte principale: L'opera di Mario Fantin di Gastone Mingardi Ed. Museo Naz. della Montagna-CAI Torino 2005
- 1951 - La città di cera - Primo premio festival Fedic cat. didattico/scientifica
- 1952 - Abbecedario di pietra - Quinto nella cat. "Dilettanti" al Festival di Trento
- 1953 - Ali d'oro, fecondatrici di corolle - Primo premio al Festival Internazionale Passo Ridotto
- 1953 - Con ramponi e piccozza - Terzo premio al Festival di Trento
- 1954 - Figure e pietre del Pakistan - Terzo premio festival Fedic cat. documentari e coppa Agis
- 1954 - Italia K2 (regia di Marcello Baldi)
- 1954 - Tende sul plateau
- 1956? - Les grandes murailles (regia insieme a Guido Guerrasio) - Premio “Genziana d'oro” al festival di Trento
- 1959 - Yucai montagna degli Incas
- 1959? - Quota 4000, 21 bivacchi - Trofeo “Enrico Rolandi” al Festival di Trento
- 1960 - Cerro Paine Grande. Vittoria italiana  (fotografia di Piero Nava)
- 1960 - Kilimadjgiaro, monarca africano
- 1960 - Il fiordo dell'eternità - Premio cat. formato ridotto al Festival di Trento
- 1960 - Samaritani delle Alpi - Premio speciale del Presidente UIAA al Festival di Trento
- 1961 - Il diciassettesimo leone
- 1961 - Snepyramiden, montagna artica - Premio UIAA al Festival di Trento
- 1962 - Ruwenzori ‘62
- 1962 - Articum
- 1962 - Il pollice del diavolo
- 1962 - Terra degli Incas
- 1963 - Stauning ‘63 - Premio “Mario Bello” al Festival di Trento
- 1963 - Safari in Kenya
- 1964 - Alpefjord
- 1964 - Tibesti ‘63 - Premio “Mario Bello” al Festival di Trento
- 1965 - Costa d'Avorio - Premio miglior film di esplorazione al Festival di Trento
- 1965 - Hoggar ‘64
- 1965 - Le guide del Cervino
- 1965 - Via italiana al Cervino

## Filmografia su Mario Fantin
- Il Mondo in Camera, regia di Mauro Bartoli (2022) documentario

### Libri di Mario Fantin
- 1957 - Alta via delle Alpi – Ed. Tamari
- 1958 - K2, sogno vissuto – Ed. Tamari, ripubblicato nel 2003 da Nordpress
- 1958 - Yucai montagna degli Incas – Ed. Tamari
- 1959 - Perù antico – Ed. La Mercanzia
- 1962 - Manuale di conversazione italiano-groenlandese (realizzato insieme a Ciro Sozio) – Ed. Tamari
- 1964 - I quattordici 8000 – Ed. Zanichelli; ripubblicato nel 2000 da Nordpress. Pubblicato anche in giapponese
- 1965 - Cervino 1865-1965 – Ed. Tamari; testo in 4 lingue; ripubblicato col titolo Uomini del Cervino nel 2003 da Nordpress
- 1966 - I tre grandi africani: Kilimangiaro, Kenya, Ruwenzori – Ed. Mondatori
- 1966 - Le Dolomiti del Sahara – Ed. Mondatori
- 1966 - Tra i ghiacci della terra verde – Ed. Mondatori
- 1967 - A tu per tu con Shuars e Colorados – Ed. Manfrini
- 1967 - Alpinismo italiano extraeuropeo – Ed. Tamari
- 1967 - Italiani sulle montagne del mondo – Ed. Cappelli
- 1968 - A tu per tu con Senufo e Baulé – Ed. Manfrini
- 1968 - A tu per tu con indios delle Ande – Ed. Manfrini
- 1968 - Sui ghiacciai dell'Africa – Ed. Cappelli
- 1969 - Montagne di Groenlandia – Ed. Tamari
- 1970 - Uomini e montagne del Sahara –Ed. Tamari
- 1971 - Sherpa, Himalaya, Nepal – Ed. Tamari
- 1971 - Tuareg, Tassili, Sahara – Ed.  Tamari
- 1972 - Alpinismo italiano nel mondo (antologia in 2 volumi) – Ed. C.A.I.
- 1975 - Tricolore sulle più alte vette – Ed. C.A.I.
- 1976 - Mani Rimdu – Ed. English Book Store (New Delhi)
- 1978 - Himalaya e Karakorum – Ed. C.A.I.
- 1979 - Le Ande – Ed. C.A.I.

### Libri su Mario Fantin
- 2002 - Aldo Audisio; Roberto Mantovani: Viaggio alle montagne del mondo. Mario Fantin. La grande avventura della documentazione – Ed Museo Naz. della Montagna
- 2005 - Giuliana V. Fantuz:  Mario Fantin il sognatore delle montagne - Associazione Storiesfvg.it
- 2005 - Gastone Mingardi: L'opera di Mario Fantin - Ed. Museo Naz. della Montagna